# Amirat
Amirat (Ammirato in italiano desueto e occitano) è un comune francese di 53 abitanti situato nel dipartimento delle Alpi Marittime della regione della Provenza-Alpi-Costa Azzurra.

## Geografia fisica
Questo piccolo paese è formato da tre frazioni:
- Les Agots, con la chiesa e la "gîte d'étape".
- Amirat, sede del municipio, dalla sua bella piazza potrete godere di una piacevole vista panoramica sulla vallata.
- Maupoil, con la cappella di Saint Jeannet (del XVI secolo).

## Società

### Evoluzione demografica
Abitanti censiti